# Liste der Baudenkmale in Ronnenberg
Die Liste der Baudenkmale in Ronnenberg enthält die Baudenkmale der niedersächsischen Stadt Ronnenberg und ihrer Ortsteile Benthe, Empelde, Ihme-Roloven, Linderte, Vörie und Weetzen.

## Allgemein
In den Spalten befinden sich folgende Informationen:
- Lage: die Adresse des Baudenkmales und die geographischen Koordinaten. Kartenansicht, um Koordinaten zu setzen. In der Kartenansicht sind Baudenkmale ohne Koordinaten mit einem roten Marker dargestellt und können in der Karte gesetzt werden. Baudenkmale ohne Bild sind mit einem blauen Marker gekennzeichnet, Baudenkmale mit Bild mit einem grünen Marker.
- Bezeichnung: Bezeichnung des Baudenkmales
- Beschreibung: die Beschreibung des Baudenkmales. Unter § 3 Abs. 2 NDSchG werden Einzeldenkmale und unter § 3 Abs. 3 NDSchG Gruppen baulicher Anlagen und deren Bestandteile ausgewiesen.
- ID: die Objekt-ID des Baudenkmales
- Bild: ein Bild des Baudenkmales, ggf. zusätzlich mit einem Link zu weiteren Fotos des Baudenkmals im Medienarchiv Wikimedia Commons. Wenn man auf das Kamerasymbol klickt, können Fotos zu Baudenkmalen aus dieser Liste hochgeladen werden:

## Benthe
| Lage                                                 | Bezeichnung                | Beschreibung | ID       | Bild           |
| ---------------------------------------------------- | -------------------------- | --- | -------- | -------------- |
| Am Steinweg 1 52° 20′ 15″ N, 9° 37′ 37″ O            | Kapelle                    | Am Platz der Benther Kapelle, die seit dem 14. Jahrhundert bestanden haben soll, wurde 1783 eine Fachwerkkapelle errichtet, die später verkleidet wurde.                             | 31176419 |                |
| Am Steinweg 13 52° 20′ 21″ N, 9° 37′ 38″ O           | Wohnhaus                   | | 31176436 |                |
| Am Wallteich 23 52° 20′ 19″ N, 9° 37′ 28″ O          | Herrenhaus (Bauwerk)       | Das Herrenhaus Benthe, das lange Zeit als Gästehaus der Welfen genutzt wurde, ist etwa 270 Jahre alt. Dem hannoverschen König Georg V. diente es als Jagd- und Sommerdomizil.        | 31176453 | Weitere Bilder |
| Am Wallteich 23 52° 20′ 20″ N, 9° 37′ 30″ O          | Mauer                      | | 31178121 |                |
| Am Wallteich 23 52° 20′ 19″ N, 9° 37′ 30″ O          | Teich                      | | 31177934 |                |
| Benther Berg-Terrassen 52° 20′ 25″ N, 9° 37′ 21″ O   | Grenzstein                 | Grenzstein 1737 | 31176565 |                |
| Bergstraße 8A 52° 20′ 15″ N, 9° 37′ 30″ O            | Hofanlage                  | Baudenkmalgruppe | 31077583 |                |
| Bergstraße 8A 52° 20′ 15″ N, 9° 37′ 31″ O            | Wohn-/Wirtschaftsgebäude   | Altenteil. Das Haus ist 1774 erbaut worden, das Jahr steht auf dem Dielentorbalken.                                                                                                  | 31177124 |                |
| Bergstraße 8A 52° 20′ 14″ N, 9° 37′ 33″ O            | Toranlage                  | | 31177101 |                |
| Bergstraße 10, 12, 14 52° 20′ 15″ N, 9° 37′ 28″ O    | Mauer der ehem. Gutsanlage | | 31177142 |                |
| Hermann-Löns-Straße 18 52° 19′ 53″ N, 9° 37′ 49″ O   | Wohnhaus                   | Villa Rehbock | 31177158 |                |
| Salinenstraße 5 52° 20′ 25″ N, 9° 37′ 39″ O          | Wohnhaus                   | Das Haus wurde um 1900 erbaut. | 31177175 | Weitere Bilder |
| Sieben-Trappen-Straße 25 52° 20′ 0″ N, 9° 37′ 43″ O  | Kreuzsteine                | Der ursprüngliche Standort der 1857 an der heutigen B 65 aufgestellten und 1978 hierher versetzten Sieben-Trappen-Steine ist unbekannt.                                              | 31177192 | Weitere Bilder |
| Sieben-Trappen-Straße 31 52° 19′ 56″ N, 9° 37′ 40″ O | Wohnhaus                   | | 31177209 |                |
| Sieben-Trappen-Straße 37 52° 19′ 54″ N, 9° 37′ 41″ O | Siebentrappenmühle         | Die Siebentrappenmühle ist eine 1855 gebaute Holländerkappenwindmühle. Sie hatte einen Mahl- und zwei Schrotgänge. Bis 1950 war sie in Betrieb. Heute wird sie als Wohnhaus genutzt. | 31177226 | Weitere Bilder |
| Vogelsangstraße 8 52° 20′ 25″ N, 9° 37′ 34″ O        | Wohn-/Wirtschaftsgebäude   | | 31177251 |                |
| Wallbrink 3 52° 20′ 19″ N, 9° 37′ 34″ O              | Wohn-/Wirtschaftsgebäude   | | 31177268 |                |
| Wallbrink 3 A 52° 20′ 19″ N, 9° 37′ 34″ O            | Nebengebäude               | | 31177880 |                |
| Wallbrink 7 52° 20′ 19″ N, 9° 37′ 31″ O              | Villa Brabant              | Das zweigeschossige Gebäude "Villa Brabant" entstand 1897, zu einer Zeit, als der Jugendstil seinen Höhepunkt erreichte.                                                             | 31177285 |                |

## Empelde
| Lage                                             | Bezeichnung              | Beschreibung | ID       | Bild           |
| ------------------------------------------------ | ------------------------ | --- | -------- | -------------- |
| Nenndorfer Straße 21 52° 20′ 38″ N, 9° 40′ 14″ O | Wohnhaus                 | Das Ziegelgebäude wurde um 1900 errichtet. | 31177319 |                |
| Nenndorfer Straße 83 52° 20′ 25″ N, 9° 39′ 35″ O | Wohn-/Wirtschaftsgebäude | Das Eckermann-Haus ist ein repräsentatives Bauernhaus aus der ersten Hälfte des 19. Jahrhunderts. | 31177336 | Weitere Bilder |
| Nenndorfer Straße 83 52° 20′ 26″ N, 9° 39′ 35″ O | Einfriedung              | | 31178063 |                |
| Stille Straße 9 52° 20′ 25″ N, 9° 39′ 50″ O      | Wohnhaus                 | Das eingeschossige Wohnhaus wurde 1911 errichtet. | 31177391 |                |
| Stille Straße 6 52° 20′ 27″ N, 9° 39′ 48″ O      | Alte Kapelle             | 1543 wurde eine Kapelle in Empelde erwähnt. Sie wurde 1842/43 abgerissen und durch einen Sandsteinbau ersetzt, der heute als Stadtteilbibliothek genutzt wird. | 31177408 |                |
| Hansastraße 55a 52° 20′ 37″ N, 9° 38′ 36″ O      | Busse-Stein              | Der Busse-Stein stand von 1938 bis 1995 im Bürgerholz zwischen Ihme und Ohlendorf. Er erinnert an den am 5. Mai 1842 im Empelder Holz erschossenen Jäger Wilhelm Busse. Der Stein musste 1936 der Kalihalde Empelde weichen. Seit 1995 steht der Stein wieder auf einem Plateau im Südwesten der Halde. | 31177842 |                |

## Ihme-Roloven
| Lage                                               | Bezeichnung                    | Beschreibung | ID       | Bild           |
| -------------------------------------------------- | ------------------------------ | --- | -------- | -------------- |
| 52° 17′ 57″ N, 9° 39′ 48″ O                        | Rittergut Bettensen            | Baudenkmal-Gruppe. Rittergut Bettensen mit dem Herrenhaus aus der ersten Hälfte oder Mitte des 18ten Jahrhunderts. Die Anlage, die vermutlich bereits im 12. Jahrhundert bestand, wurde im Jahre 1439 erstmals erwähnt. | 31077487 |                |
| Bettensen 1 52° 17′ 57″ N, 9° 39′ 50″ O            | Herrenhaus (Bauwerk)           | Rittergut Bettensen mit dem Herrenhaus aus der ersten Hälfte oder Mitte des 18ten Jahrhunderts. Die Anlage, die vermutlich bereits im 12. Jahrhundert bestand, wurde im Jahre 1439 erstmals erwähnt. | 31177425 |                |
| Bettensen 1 52° 17′ 57″ N, 9° 39′ 48″ O            | Gartenhaus                     | | 31177775 |                |
| Bettensen 1 52° 17′ 57″ N, 9° 39′ 46″ O            | Scheune                        | Längsdurchfahrtsscheune | 31177448 |                |
| Bettensen 1 52° 17′ 56″ N, 9° 39′ 48″ O            | Grünanlage                     | | 31177466 |                |
| Bettensen 1 52° 18′ 0″ N, 9° 39′ 48″ O             | Wassergraben                   | | 31177484 |                |
| Bettenser Garten 1 a 52° 18′ 2″ N, 9° 38′ 50″ O    | Jagdschloss                    | | 31177502 |                |
| Bettenser Weg 52° 18′ 10″ N, 9° 39′ 44″ O          | Brücke Bettenser Graben        | | 31177518 |                |
| Hannoversche Straße 4 52° 18′ 17″ N, 9° 40′ 39″ O  | Querdielenhaus                 | Das Wohnwirtschaftsgebäude ist einer der ältesten Ziegelbauten der Gegend. | 31176839 |                |
| Hannoversche Straße 12 52° 18′ 13″ N, 9° 40′ 36″ O | Wohnhaus                       | Das Wohnhaus der Hofstelle gilt als ein Beispiel einer Zuckerrübenburg. | 31176856 |                |
| Hiddestorfer Straße 52° 18′ 4″ N, 9° 40′ 37″ O     | Denkmal                        | Die Skulptur dieses Meilensteins Berliner Bär wurde von dem Berliner Künstler Hildebert Kliem (1927-1986) geschaffen und in der Berliner Gießerei Kraas gegossen. Das Ensemble aus Sockel und Skulptur wurde am 24. Juni 1967 aufgestellt. Der örtliche Sportverein pflegte Mitte der 1960er Jahre eine Partnerschaft mit dem Berliner Sportverein Concordia Buckow. Aus diesem Anlass bemühte sich der Verein um einen „Berliner Meilenstein“. Mit der Errichtung des Denkmals sollte Solidarität und Verbundenheit zu Westberlin gezeigt werden. Fünf weitere Bären, die zu Lebzeiten des Künstlers geschaffen wurden stehen heute in Reykjavik 1967, der Bär dort wurde zeitgleich mit dem Ihme-Rolovener Bären aufgestellt und durch den damaligen Außenminister Willy Brandt an die Bevölkerung Islands übergeben, Dallas (USA, 1970), Santiago de Chile (Chile, 1972), Nümbrecht (Oberbergischer Kreis, Nordrhein-Westfalen, 1974) und Helgoland (Schleswig-Holstein, 1983). Zwei weitere Abgüsse wurden nach dem Tod des Künstlers aufgestellt: 1988 im Innenhof des Rathauses Berlin-Wilmersdorf und 1989 in Neumarkt (Oberpfalz, Bayern). Heute ist das Denkmal in Ihme-Roloven ein wichtiges Zeugnis der Erinnerungskultur zur deutschen Teilung und den Ereignissen vom 17. Juni 1953 und 13. August 1961. Das Denkmal ist für die Region Hannover einmalig. | 31176907 | Weitere Bilder |
| Hannoversche Straße 45 52° 18′ 1″ N, 9° 40′ 28″ O  | Kapelle                        | Die im Jahr 1745 fertiggestellte Kapelle liegt zwischen den Ortsteilen Ihme und Roloven. | 31176873 |                |
| Hannoversche Straße 52° 18′ 1″ N, 9° 40′ 29″ O     | Gefallenendenkmal Ihme-Roloven | | 31176788 |                |
| Hannoversche Straße 56 52° 17′ 55″ N, 9° 40′ 11″ O | Wohnhaus                       | Das Wohnhaus der Hofstelle gilt als ein Beispiel einer Zuckerrübenburg. | 31176890 |                |

## Linderte
| Lage                                            | Bezeichnung              | Beschreibung | ID       | Bild           |
| ----------------------------------------------- | ------------------------ | --- | -------- | -------------- |
| Denkmalsweg 52° 16′ 42″ N, 9° 39′ 37″ O         | Amtmann-Reinecke-Denkmal | 1850 „Aus Dankbarkeit und Verehrung“ errichtetes Denkmal für Philipp Reinecke (1785–1843). Der Spitzenbeamte des Amtes Hannover hatte für die Verbesserung der Lebensbedingungen der Linderter Bauern gesorgt.                    | 31176957 | Weitere Bilder |
| 52° 16′ 29″ N, 9° 39′ 38″ O                     | Kapelle und Kirchhof     | Baudenkmal-Gruppe | 31077467 | BW             |
| Holtenser Straße 24 52° 16′ 29″ N, 9° 39′ 38″ O | Kapelle                  | Die heutige Osterkapelle Linderte, so heißt es, sei 1700 entstanden. Die Glocke stammt aus dem Jahre 1758. Teile der mehrfach, zuletzt 2002, instandgesetzten Wehrkapelle aus Bruchsteinmauerwerk sollen über 700 Jahre alt sein. | 31176974 | Weitere Bilder |
| Holtenser Straße 24 52° 16′ 28″ N, 9° 39′ 38″ O | Kirchhof Linderte        | | 31177012 | BW             |
| Schulstraße 1 52° 16′ 29″ N, 9° 39′ 39″ O       | Ehemalige Schule         | Die Alte Schule Linderte ist ein Teil der Baudenkmal-Gruppe Kapelle und Kirchhof, aber kein Einzeldenkmal. |          | Weitere Bilder |
| Lüderser Straße 52° 16′ 22″ N, 9° 39′ 37″ O     | Friedhof                 | | 31177047 |                |

## Ronnenberg
| Lage                                             | Bezeichnung                   | Beschreibung | ID       | Bild |
| ------------------------------------------------ | ----------------------------- | --- | -------- | ---- |
| Am Kirchhofe 52° 19′ 3″ N, 9° 39′ 26″ O          | Kirchenanlage St. Michael     | Baudenkmal Gruppe | 31077498 |      |
| Am Kirchhofe 52° 19′ 3″ N, 9° 39′ 26″ O          | Lutherdenkmal                 | Das Denkmal (1883) steht nördlich neben der Michaeliskirche. Es erhielt 1983 zum 500. Geburtstag Martins Luthers eine gemeinsame zusätzliche Gedenkplatte von der (evangelischen) Michaelisgemeinde und der (katholischen) St. Thomas-Morus-Gemeinde. | 26954820 |      |
| Am Kirchhofe 2 52° 19′ 1″ N, 9° 39′ 24″ O        | Wohnhaus                      | | 26954837 |      |
| Am Kirchhofe 3 52° 19′ 2″ N, 9° 39′ 23″ O        | Wohnhaus                      | Pfarrwitwenhaus | 26954854 |      |
| Am Kirchhofe 4 52° 19′ 2″ N, 9° 39′ 21″ O        | Verwaltungsgebäude            | Alte Superintendentur | 26954871 |      |
| Am Kirchhofe 5 52° 19′ 3″ N, 9° 39′ 22″ O        | Pfarrhaus                     | | 26954887 |      |
| Am Kirchhofe 5 52° 19′ 3″ N, 9° 39′ 22″ O        | Nebengebäude                  | | 26954902 |      |
| Am Kirchhofe 6 52° 19′ 4″ N, 9° 39′ 23″ O        | Schulgebäude                  | Küster- und Schulhaus. Der Ziegelbau entstand um 1870. | 26954917 |      |
| Am Kirchhofe 7 52° 19′ 4″ N, 9° 39′ 25″ O        | Wohnhaus                      | Der Fachwerkteil des Gebäudes entstand um 1870, der gemauerte um 1900. | 26954932 |      |
| Am Kirchhofe 7 52° 19′ 4″ N, 9° 39′ 24″ O        | Mauer                         | | 26954996 |      |
| Am Kirchhofe 8 52° 19′ 4″ N, 9° 39′ 27″ O        | Schulgebäude                  | Das Organisten- und Schulhaus wurde um 1870 errichtet. | 26954947 |      |
| Am Kirchhofe 9 52° 19′ 3″ N, 9° 39′ 25″ O        | Michaeliskirche               | | 26954772 |      |
| Am Kirchhofe 52° 19′ 3″ N, 9° 39′ 25″ O          | Kirchhof                      | | 26954981 |      |
| Am Kirchhofe 10 52° 19′ 1″ N, 9° 39′ 26″ O       | Schule                        | Die Grundschule Ronnenberg wurde 1908 erbaut. | 26955011 |      |
| Am Weingarten 52° 19′ 0″ N, 9° 39′ 20″ O         | Mauer                         | Pfarrgartenmauer | 26955075 |      |
| Am Weingarten 52° 19′ 0″ N, 9° 39′ 18″ O         | Judenfriedhof Am Weingarten   | Baudenkmal-Gruppe | 6955058  |      |
| Am Weingarten 52° 19′ 0″ N, 9° 39′ 18″ O         | Jüdischer Friedhof            | Der Jüdische Friedhof Ronnenberg wurde von 1846 bis 1933 belegt. 2001 und 2019 wurden drei symbolische Gräber für die in der Zeit des Nationalsozialismus vertriebenen und ermordeten Ronnenberger Juden errichtet.                                   | 6955058  |      |
| Am Weingarten 52° 18′ 58″ N, 9° 39′ 16″ O        | Friedhof Am Weingarten        | Baudenkmal-Gruppe | 31077509 |      |
| Am Weingarten 52° 18′ 58″ N, 9° 39′ 16″ O        | Friedhof                      | | 26955042 |      |
| Am Weingarten 52° 18′ 58″ N, 9° 39′ 17″ O        | Gefallenendenkmal Ronnenberg  | Gefallenendenkmal in Parkanlage. | 26954789 |      |
| Am Weingarten 2 52° 18′ 58″ N, 9° 39′ 23″ O      | Weingartenmauer               | Am Grundstücksrand Mühlenrär | 26954703 |      |
| Am Weingarten 2 52° 18′ 58″ N, 9° 39′ 20″ O      | Weingartenmauer               | Am Weingarten 2/Am Weingarten 1 | 26955092 |      |
| Empelder Straße 2A 52° 19′ 7″ N, 9° 39′ 37″ O    | Wohn-/Geschäftshaus           | Das repräsentative Wohnhaus mit verziertem Giebel wurde 1890 von der jüdischen Familie Simon Seligmann errichtet. Unten links befand sich ihr Metzgerladen.                                                                                           | 6954572  |      |
| Empelder Straße 20 52° 19′ 23″ N, 9° 39′ 53″ O   | Straßenmeisterei Ronnenberg   | Baudenkmal-Gruppe. Die um 1900 errichteten Gebäude der Industrieanlage zur Tierkörperverwertung unter der Bezeichnung Kunstdüngerfabrik Ronnenberg werden heute von der Straßenmeisterei Ronnenberg genutzt.                                          | 50281495 |      |
| Empelder Straße 20 52° 19′ 23″ N, 9° 39′ 53″ O   | Verwaltungsgebäude            | Straßenmeistereigebäude. | 26954591 |      |
| Empelder Straße 20 52° 19′ 22″ N, 9° 39′ 54″ O   | Wirtschaftsgebäude            | | 39574796 |      |
| Empelder Straße 20 52° 19′ 22″ N, 9° 39′ 53″ O   | Einfriedung                   | | 39576465 |      |
| Gehrdener Straße 3 52° 19′ 6″ N, 9° 39′ 8″ O     | Wohnhaus                      | Massiver Putzbau errichtet um 1885 | 26954608 |      |
| Gehrdener Straße 15 52° 18′ 57″ N, 9° 38′ 14″ O  | Rittergut Ronnenberg          | Das Herrenhaus des Ritterguts wurde 1864 aus verputztem Bruchsteinmauerwerk errichtet, die Nebengebäude in Fachwerkbauweise. | 26954624 |      |
| Hagacker 15 52° 19′ 3″ N, 9° 39′ 1″ O            | Werksvillenanlage Hagacker 15 | Baudenkmal-Gruppe | 50281495 |      |
| Hagacker 15 52° 19′ 3″ N, 9° 39′ 1″ O            | Bergwerksdirektorenhaus       | Die Werksvilla des Kaliwerks wurde 1910 errichtet. | 26954640 |      |
| Hagacker 15 52° 19′ 4″ N, 9° 39′ 1″ O            | Einfriedung                   | | 26954804 |      |
| Hinter dem Dorfe 1 52° 18′ 58″ N, 9° 39′ 26″ O   | Wohnhaus                      | | 26954657 |      |
| Hinter dem Dorfe 2 52° 18′ 59″ N, 9° 39′ 26″ O   | Wohnhaus                      | | 26954672 |      |
| Hinter dem Dorfe 9 52° 19′ 0″ N, 9° 39′ 31″ O    | Wohn-/Wirtschaftsgebäude      | | 26954687 |      |
| Kirchtor 4 52° 19′ 0″ N, 9° 39′ 24″ O            | Wohnhaus                      | | 26955026 |      |
| Normannische Straße 3 52° 19′ 0″ N, 9° 38′ 59″ O | Kalibergwerksverwaltung       | Das um 1900 errichtete Verwaltungsgebäude blieb von dem Kaliwerk des 1975 abgesoffenen „Schacht Albert“ in Ronnenberg übrig. | 26954719 |      |
| Über den Beeken 8b 52° 19′ 9″ N, 9° 39′ 20″ O    | Wohn-/Wirtschaftsgebäude      | Das Hallenhaus in Vierständerbauweise wurde laut Inschrift 1832 errichtet. (Das Gebäude Über den Beeken 8A entstand im späten 20. Jahrhundert.) | 26954740 |      |
| Über den Beeken 13 52° 19′ 6″ N, 9° 39′ 31″ O    | Bauernhaus                    | Das Heimatmuseum Ronnenberg zog 1978 in einen leerstehenden stadteigenen Bauernhof. | 26954756 |      |

## Vörie
| Lage                                         | Bezeichnung              | Beschreibung | ID       | Bild           |
| -------------------------------------------- | ------------------------ | --- | -------- | -------------- |
| Dorfstraße 52° 16′ 56″ N, 9° 38′ 48″ O       | Glockenturm              | 1543 stand auf dem Kapellenplatz eine Kapelle, die nach dem Dreißigjährigen Krieg nicht mehr vorhanden war. 1863 wurde dort der Feuerwehrturm Vörie als zweistöckiges Ziegelbauwerk des Glockenturms errichtet. | 31176624 | Weitere Bilder |
| Dorfstraße 13 52° 16′ 55″ N, 9° 38′ 44″ O    | Wohn-/Wirtschaftsgebäude | Das im 19. Jahrhundert errichtete Vierständerhaus diente als Altenteiler. | 31176648 |                |
| Dorfstraße 23 52° 16′ 59″ N, 9° 38′ 54″ O    | Hofanlage                | Die Hofanlage Dorfstraße 23 entstand um 1900 | 31077550 |                |
| Dorfstraße 23 52° 16′ 59″ N, 9° 38′ 53″ O    | Scheune                  | | 31177994 |                |
| Dorfstraße 23 52° 17′ 0″ N, 9° 38′ 53″ O     | Remise                   | | 31177972 |                |
| Dorfstraße 23 52° 17′ 0″ N, 9° 38′ 54″ O     | Stall                    | | 31176684 | BW             |
| Dorfstraße 23 52° 16′ 59″ N, 9° 38′ 55″ O    | Wohnhaus                 | | 31176705 |                |
| Dorfstraße 23 52° 16′ 59″ N, 9° 38′ 57″ O    | Mauer                    | | 31178016 |                |
| Landwehrstraße 16 52° 17′ 1″ N, 9° 38′ 41″ O | Wismolen                 | Die Wassermühle Vörie war eine Weizenmühle an der Landwehr (Ihme), die 1957 stillgelegt wurde. Schon 1274 stand hier eine Mühle.                                                                                | 31176746 | Weitere Bilder |
| Kreisstraße 228 52° 16′ 42″ N, 9° 38′ 59″ O  | Friedhof                 | | 31176730 | Weitere Bilder |

## Weetzen
| Lage                                          | Bezeichnung                  | Beschreibung | ID       | Bild |
| --------------------------------------------- | ---------------------------- | --- | -------- | ---- |
| Am Bettenser Berg 52° 18′ 0″ N, 9° 38′ 37″ O  | Friedhof                     | Friedhof Weetzen | 31177541 |      |
| Bahnhofstraße 1 52° 17′ 44″ N, 9° 38′ 3″ O    | Bahnarbeiterwohnhaus         | | 31177559 |      |
| Bahnhofstraße 1 52° 17′ 45″ N, 9° 38′ 2″ O    | Stall                        | | 31177913 |      |
| Bahnhofstraße 9/9A 52° 17′ 53″ N, 9° 38′ 9″ O | Empfangsgebäude              | Das Bahnhofsgebäude wurde 1909 aus Wesersandstein errichtet. Die Bundesbahn hat das Gebäude 1963 verkauft. Ein Teil davon wird seit 1964 als Gaststätte genutzt. | 31177584 |      |
| 52° 18′ 11″ N, 9° 37′ 34″ O                   | Kalibergwerk Weetzen         | Denkmal-Gruppe. Schacht „Deutschland“. Hier wurde zwischen 1906 und 1922 Kali- und Steinsalz gefördert. | 31079026 | BW   |
| Bröhnstraße 47 52° 18′ 11″ N, 9° 37′ 35″ O    | Verwaltungsgebäude           | | 31177821 |      |
| Bröhnstraße 47 52° 18′ 10″ N, 9° 37′ 35″ O    | Werksgebäude                 | Werkhalle | 31177608 | BW   |
| Bröhnstraße 49 A 52° 18′ 10″ N, 9° 37′ 33″ O  | Gartenhaus                   | | 31177734 | BW   |
| Bröhnstraße 49 52° 18′ 11″ N, 9° 37′ 32″ O    | Direktorenvilla Kalibergwerk | | 31177634 |      |
| Engelgasse 1 52° 17′ 35″ N, 9° 38′ 24″ O      | Wohnhaus                     | | 31177661 |      |
| Engelgasse 1 52° 17′ 35″ N, 9° 38′ 23″ O      | Wirtschaftsgebäude           | | 31177680 |      |
| Eulenflucht 1 52° 17′ 33″ N, 9° 38′ 26″ O     | Kapelle                      | Die Alte Kapelle Weetzen von 1730 ist das älteste Gebäude in Weetzen. Die Glocke von 1631 stammt vermutlich nicht aus der ursprünglichen Kapelle, die 1478 gestiftet worden war. Anfang der 1970er Jahre sollte die Fachwerkkapelle abgerissen werden, wurde jedoch vom "Weetzener Verein für Denkmalpflege e. V." gerettet und wird heute für kulturelle Veranstaltungen genutzt. | 31177698 |      |
| Eulenflucht 5 52° 17′ 35″ N, 9° 38′ 27″ O     | Wohnhaus                     | | 31177715 |      |
| Hauptstraße 52° 17′ 43″ N, 9° 38′ 27″ O       | Gefallenendenkmal Weetzen    | Ehrenmal der Gemeinde Weetzen für ihre Gefallenen der Kriege seit 1870 | 31176805 |      |

## Abgegangene Baudenkmale
| Lage                                                                             | Bezeichnung | Beschreibung | ID | Bild |
| -------------------------------------------------------------------------------- | ----------- | --- | -- | --- |
| Benthe Am Wallteich 2, 4, 6, 8, 10, 10a, Bergstr. 14 52° 20′ 18″ N, 9° 37′ 25″ O | Gut         | Das Grundstück des Wirtschaftshofes wurde verdichtet bebaut.                                                                                 |    | [[Vorlage:Bilderwunsch/code!/C:52.33827,9.62368!/D:Benthe Am Wallteich 2, 4, 6, 8, 10, 10a, Bergstr. 14, Gut!/\|BW]] |
| Ihme-Roloven, Hannoversche Straße 2 52° 18′ 19″ N, 9° 40′ 39″ O                  | Wohnhaus    | Das Gebäude wurde 1887 errichtet und 2015 abgebrochen.                                                                                       |    | Weitere Bilder |
| Am Weingarten 52° 18′ 58″ N, 9° 39′ 23″ O                                        | Brunnen     | alter Brunnen an der Kreuzung Hinter dem Dorfe/Mühlenrär/Am Weingarten/Kirchtor - noch vorhanden, aber im Denkmalatlas nicht mehr aufgeführt |    | |